# ألكسيا كاسيريس
ألكسيا كاسيريس (بالإسبانية: Alexia Cáceres)‏ مواليد 31 يناير 1995، هي لاعبة كرة يد باراغوايانية تلعب كجناح أيسر. مثلت منتخب باراغواي لكرة اليد للسيدات.

## سجل المنافسة
شاركت في البطولات التالية:
- بطولة العالم لكرة اليد للسيدات 2013